# Fronteira Eslovénia–Hungria
A fronteira entre Eslovénia e Hungria é a linha que limita os territórios da Eslovénia e da Hungria. Liga a tríplice fronteira Áustria-Eslovénia-Hungria ao ponto equivalente Croácia-Eslovénia-Hungria.